# クリスチャン・アルブレクト (シュレースヴィヒ＝ホルシュタイン＝ゴットルプ公)
クリスチャン・アルブレクトまたはクリスティアン・アルブレヒト（ドイツ語: Christian Albrecht(Albrekt)、1641年2月3日 - 1695年1月6日）は、シュレースヴィヒ＝ホルシュタイン＝ゴットルプ公（在位：1659年 - 1695年）、リューベック司教（在任：1655年 - 1666年）。

## 生涯
ゴットルプ公フレゼリク3世と、その妻でザクセン選帝侯ヨハン・ゲオルク1世の娘であるマリー・エリーザベトの息子として、ゴットルプで生まれた。1659年、父がデンマーク王フレゼリク3世の軍に包囲されていたテニンクの城で亡くなると、わずか18歳で公爵位を継いだ。スウェーデンがバルト海世界を征服しようとした北方戦争においてスウェーデンによるデンマーク征服に失敗した事で、親スウェーデン派であったホルシュタイン＝ゴットルプ家の勢威は衰え、クリスチャン・アルブレクトは領国を追われ、その後の人生をデンマークとの抗争に費やさねばならなかった。
1667年、和平を結ぶ目的でフレゼリク3世王の娘フレゼリゲ・アメーリエと結婚したが、争いは継続された。父の治世から始まっていたスウェーデンとの同盟関係をより強化し、そのおかげで領国の安全はある程度保障された。しかし、このためにシュレースヴィヒ＝ホルシュタインは大北方戦争を始めとするスウェーデンとデンマークの戦場となった。1675年から1689年にかけて、ハンブルクで亡命生活を送った。しかし神聖ローマ皇帝やスウェーデン王カール11世など同盟諸国の圧力により、クリスチャン5世はクリスチャン・アルブレクトに領国を返還せざるを得なくなった。こうした経緯のためにクリスチャン・アルブレクトは、スウェーデンと結んでデンマークと開戦直前にまで至ったが、同盟国の外交的圧力の成功によって戦争の危険は回避された。
1665年にキール大学を創設したほか、1678年にハンブルク・オペラ劇場の創設にも関わった。また画家のユルゲン・オヴェンスを庇護した。

## 子女
フレゼリゲ・アメーリエとの間に2男2女をもうけた。
- ソフィー・アメーリエ（1670年 - 1710年） - ブラウンシュヴァイク＝ヴォルフェンビュッテル公アウグスト・ヴィルヘルムと結婚
- フレゼリク4世（1671年 - 1702年）
- クリスチャン・アウグスト（1673年 - 1726年）
- マリー・エリサベト（1678年 - 1755年） - クヴェトリンブルク修道院長

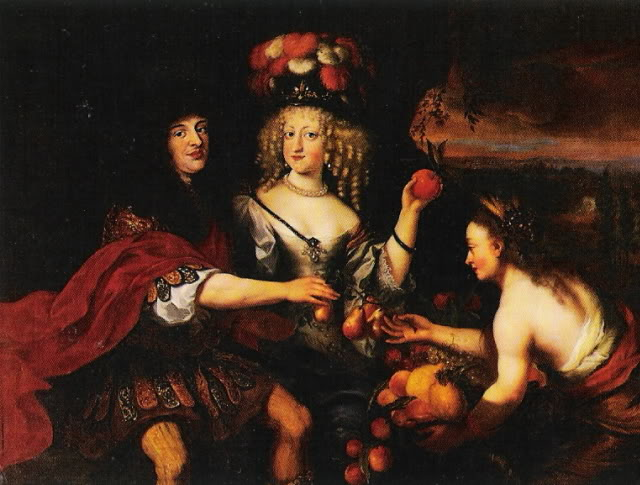
クリスチャン・アルブレクトと妃フレゼリゲ・アメーリエ

| 先代 フレデリク3世 | シュレースヴィヒ＝ホルシュタイン＝ゴットルプ公 1659年 - 1695年 | 次代 フレデリク4世            |
| 先代 ヨハン10世    | リューベック領主司教 1655年 - 1666年                           | 次代 アウグスト・フリードリヒ |